# 盧學洙
盧學洙（朝鲜语：／；1990年1月19日—），朝鮮足球運動員，司職後衛。現在效力於朝鮮足球聯賽足球會鯉明水體育團。

## 簡歷
盧學洙於2008年入選朝鲜国家足球队參與亞足聯挑戰盃賽事，先後在分組賽對斯里蘭卡國家足球隊、尼泊爾國家足球隊和緬甸國家足球隊上陣，其中在對緬甸國家足球隊的比賽中射入一球晉級準決賽，後來準決賽中對塔吉克國家足球隊中負給對方，並再次與緬甸國家足球隊的季軍戰中又射入一球，最後獲得季軍。2012年參與了東亞盃資格賽，但得失球差負給澳大利亞國家足球隊，不能成功獲得資格賽冠軍而取得決賽出線席位。此前，曾經代表朝鮮國家青年足球隊參加2008年亞洲U19青年足球錦標賽預選賽，但沒有上陣。
另外，他在2013年代表朝鲜国家奧運足球队參與了2013年東亞運動會男子足球賽事，先後在對日本国家奧運足球队、韓國国家奧運足球队、香港奧運足球代表隊和中國国家奧運足球队的比賽中以正選上陣，其中在對香港奧運足球代表隊的比賽中首先打入一球，最後更成功為朝鲜国家奧運足球队獲得東亞運動會首面又是最後一面的金牌。

## 国家队进球
朝鮮
| # | 日期          | 地点         | 对手 | 進球 | 比數 | 比赛                        |
| - | ------------- | ------------ | ---- | ---- | ---- | --------------------------- |
| 1 | 2008年8月4日  | 印度海得拉巴 | 緬甸 | 1-0  | 1-0  | 2008年亞足聯挑戰盃          |
| 2 | 2008年8月13日 | 印度新德里   | 緬甸 | 0-4  | 0-4  | 2008年亞足聯挑戰盃          |
| 3 | 2015年6月16日 | 朝鮮平壤     |      | 3-0  | 4-2  | 2018年世界盃外圍賽 (亞洲區) |

朝鮮U-23
| # | 日期           | 地点     | 对手 | 進球 | 比數 | 比赛                     |
| - | -------------- | -------- | ---- | ---- | ---- | ------------------------ |
| 1 | 2013年10月12日 | 中國天津 | 香港 | 0–1  | 2–5  | 2013年東亞運動會足球比賽 |

## 榮譽

### 國家隊
朝鮮
- 東亞盃資格賽（第二輪）冠軍：2014年；

朝鮮U-23
- 東亞運動會足球比賽金牌：2013年；

## 連結
- 盧學洙在National-Football-Teams.com的資料
- Hak-Su Ro - Goal.com （英文）